# Фосфолипаза C
Фосфолипаза C (КФ 3.1.4.3, англ. phospholipase C (PLC) — фосфолипаза, гидролизующая фосфодиэфирную связь между глицериновым остатком фосфолипида и полярной фосфатной группой. Относится к фосфодиэстеразам, как и фосфолипаза D. Фосфолипаза С является ключевым ферментом метаболизма фосфатидилинозитола и липидных сигнальных путей.

## Активация
Фосфолипаза С активируется субъединицами Gαq или Gβγ G-белка. Таким образом, она является частью G-белок-связанного рецептора (англ. G protein-coupled receptor) и соответствующего сигнального пути или частью трансмембранного рецептора с внутренней или ассоциированной тирозинкиназной активностью.

## Функция
Фосфолипаза С гидролизует фосфатидилинозитол (PIP2) на два вторичных медиатора инозитолтрифосфат (IP3) и диацилглицерин (DAG). Эти медиаторы становятся вовлечены в последующие этапы сигнальных путей. В частности, они модулируют кальциевые каналы эндоплазматического ретикулума и протеинкиназу С, соответственно.

## Варианты у млекопитающих
Обширное количество функций, выполняемых фосполипазой С, требует, чтобы она строго регулировалась и была способна реагировать на множественные внеклеточные и внутриклеточные входы с соответствующей кинетикой. Эта потребность руководила эволюцией шести изотипов фосфолипазы С у животных, у каждого из которых был свой способ регуляции. Пре-мРНК PLC также может подвергаться дифференциальному сплайсингу, так что млекопитающее может иметь до 30 ферментов PLC
- PLCβ (бета): PLCB1, PLCB2, PLCB3, PLCB4
- PLCδ (гамма): PLCD1, PLCD3, PLCD4
- PLCγ (дельта): PLCG1, PLCG2
- PLCε (эпсилон): PLCE1
- PLCζ (эта): PLCZ1
- PLCη (зета): PLCH1, PLCH2
- фосфолипаза C-подобная: PLCL1, PLCL2